# Mladje
Der mladje (slowenisch für Jungholz, Nachwuchs) war eine Kärntner slowenischsprachige Kultur- und Literaturzeitschrift, die von 1960 bis 1991 erschien. In den 1960er und 1970er Jahren war mladje der zentrale Impulsgeber der modernen slowenischen Literatur in Kärnten.
Die Zeitschrift wurde 1960 von Florjan Lipuš, Erich Prunč und Karel Smolle gegründet. Sie alle waren Schüler des Gymnasiums Tanzenberg und hatten davor schon in der Schülerzeitschrift Kres (1952–1958) mitgearbeitet. Bald stieß Gustav Januš zur Redaktion, der den Bereich Lyrik übernahm. Bis 1963 veröffentlichten die Autoren, auch als mladjevci bezeichnet, unter Pseudonymen, waren einige von ihnen damals doch noch Schüler. Diese Pseudonyme lüfteten die Autoren 1963 in Heft 5. 1970 kamen Andrej Kokot, Janko Messner und Valentin Polanšek hinzu, von denen aber nur Messner zur engeren Gruppe gehörte. Lipuš, Januš und Messner veröffentlichten bis 1981 einen Großteil ihrer Texte in mladje.
Seit Mitte der 1960er Jahre veröffentlichte besonders Gustav Januš zunehmend kritische Essays und kulturpolitische Grundsatzartikel. Seit Ende der 1960er Jahre kam es zu einer weiteren Politisierung der ganzen Zeitschrift. Bedingt durch die Ereignisse dieser Jahre (1970 nationalistische Jubiläumsfeiern der Kärntner Volksabstimmung, 1972 Ortstafelsturm, 1976 Volkszählung "besonderer Art") engagierte sich vor allem Janko Messner zunehmen volksgruppen- und landespolitisch in der Zeitschrift und prägte auch zunehmend ihr kulturpolitisches, literaturkritisches und ästhetisches Profil. In diesen Jahren überwogen aber die nicht-literarischen Beiträge.
mladje gab jungen Autoren ein Forum, die gegen den herrschenden Kulturbetrieb anschrieben. Die Mitarbeiter des MLADJE stellten ihr literarisches Schaffen in die breiteren Dimensionen der allgemeinen Literaturentwicklung und wagten den Sprung in freiere anspruchsvollere literarische Formen und Inhalte, versuchten bewusst, jedes kulturelle und literarische Ghetto niederzureißen und strebten nach Offensein nach allen Seiten an.
Ziel von mladje war es, im slowenischen Bereich Kärntens die Literatur als eine Kunstform zu pflegen. Dabei sollte neuen Schreibweisen, Themen und Tendenzen der europäischen Moderne in der slowenischen Literatur zum Durchbruch verholfen werden. Die wichtigsten Impulse setzte mladje in seiner ersten Phase. Als Höhepunkte gelten drei Buchveröffentlichungen von mladje-Autoren: 1964 der Prosaband Črtice mimogrede von Boro Kostanek (Florjan Lipuš), 1965 die Lyrikbände Tihožitja von Niko Darle (Erich Prunč) sowie Ujeti krik von Miško Maček (Karel Smolle). Diese Werke sowie die von Lipuš schufen die ästhetischen Grundlagen für die heutige slowenische Literatur in Kärnten.
1981 stellte Lipuš seine Mitarbeit am mladje ein, der vielen Auseinandersetzungen müde, denen er als Herausgeber und Autor ausgesetzt war. Rückblickend beschrieb er 1984 die Situation folgendermaßen: Wir wollen unsere Kultur nicht ans europäische Niveau anpassen, mit allen Kräften schrauben wir sie auf die Ebene der Sakristeien und Beichtstühle fest.
Die Arbeit von Lipuš wurde von einer Gruppe jüngerer Autoren übernommen, die um 1960 geboren waren und überwiegend das Slowenische Gymnasium in Klagenfurt absolviert hatten. Herausgeber wurde Jani Oswald, weitere Autoren waren Rudi Benétik, Maja Haderlap, etwas später dann auch Fabjan Hafner und Cvetka Lipuš. Von der älteren Generation verblieben Messner und Polanšek als Autoren.
Bereits seit 1975 erschien die Zeitschrift nicht mehr vierteljährlich, auch Umfang und die intellektuelle Spannweite nahmen ab. 1990 unternahm die verantwortliche Redakteurin Maja Haderlap noch einen Rettungsversuch, unter anderem durch Zusammenarbeit mit slowenischen Autoren aus Italien. Dieser Ansatz stagnierte allerdings nach einigen Heften, das letzte Heft erschien 1991. Die Zeitschrift hatte zu diesem Zeitpunkt viel von ihrer seinerzeitigen ästhetischen und gesellschaftspolitischen Relevanz eingebüßt.